# ロンゴーネ・サビーノ
ロンゴーネ・サビーノ（伊: Longone Sabino）は、イタリア共和国ラツィオ州リエーティ県にある、人口約500人の基礎自治体（コムーネ）。

## 地理

### 位置・広がり
リエーティ県のコムーネ。県都リエーティから南南東へ17kmの距離にある。
コムーネの領域は2つに分かれており、ロンゴーネ・サビーノ集落から北へ約7km離れたロッカラニエリ (Roccaranieri) 周辺が飛び地になっている。

#### 隣接コムーネ
隣接するコムーネは以下の通り。
- アスクレーア
- ベルモンテ・イン・サビーナ
- チッタドゥカーレ
- コンチェルヴィアーノ
- ペトレッラ・サルト
- リエーティ
- ロッカ・シニバルダ

### 気候分類・地震分類
ロンゴーネ・サビーノにおけるイタリアの気候分類 (it) および度日は、zona E, 2828 GGである。
また、イタリアの地震リスク階級 (it) では、zona 2B (sismicità media) に分類される。

## 行政

### 分離集落
ロンゴーネ・サビーノには、以下の分離集落（フラツィオーネ）がある。
- Fassinoro, Longone Sabino (capoluogo), Roccaranieri, San Silvestro